# Ocyptamus zenia
Ocyptamus zenia är en tvåvingeart som först beskrevs av Charles Howard Curran 1941.  Ocyptamus zenia ingår i släktet Ocyptamus och familjen blomflugor. Inga underarter finns listade i Catalogue of Life.